# レンとスティンピー
『レンとスティンピー』（Ren & Stimpy, 英名: The Ren and Stimpy Show）は、ニコロデオンで放送されたアメリカのテレビアニメ作品で、過激なチワワのレンとデブ猫のスティンピーの刺激的でブラックなストーリーによるコメディ。全52話（日本語版は全25話）。元のシリーズは1991年から1996年まで放送された。2003年、アダルト版「レンとスティンピー　アダルト・パーティ・カートゥーン」がスパイクTVで放送された。

## 概要
原作は、カナダのアニメーターであるジョン・クリクファルセー。60年代後半以降のアメリカにおけるTVアニメは、道徳や文化を押し出したモラル重視の作品製作が幅を利かせており、残酷描写や暴力表現には厳重なチェックにより制限されていた。しかしクリクファルセーは人の残忍さや心の暗部を描写することに長けており、当時の停滞していた道徳的TVアニメとは一線を画した作品を創造するという意欲をもって、企画募集していたニコロデオンと、まずは短期契約によって当作品を製作することになる。
「オナラ」や「ウンコ」、「鼻水」や「ゲップ」など、実のところは、児童の好む下品で汚いネタが満載で刺激的な当作品は、子供達に歓迎され大人気となる。当作品の人気は子供たちだけでなく、外見は可愛らしいキャラクターたちが繰り広げるブラックジョークと社会風刺・批判に溢れ、丹念に錬られたストーリーは、大人からの好評をも得ることになった。
しかしニコロデオン側は、こうした下品で過激な作風に困惑し変更を求めるが、クリクファルセーはあくまで自らの創作哲学を貫き、また完全主義者故の完成遅れの超スローペース放映をも辞さないため、両者はしばしば対立することになる。当初の短期契約から始まって、大人気プログラムとなり、第2シーズン以降も続くことになったが、内容の過激さは増してゆき、原作者クリクファルセーとニコロデオンの対立は頂点に達し、クリクファルセーは第3シーズンを終えた制作現場から追放されることになった。人気番組の放映は続けたいニコロデオンに、クリクファルセーは放送権を売却し、作品から手を引く。後継のボブ・カムプはニコロデオン側の意を汲んで制作したものの、過激さと毒の失せた番組の人気は失速し、結局は打ち切りとなって終了した。

## 日本での展開
日本では1998年11月20日のニコロデオン開局当初より日本語吹き替え版を放送。全52話の中から25本分をセレクトして放送していた。2009年9月30日にニコロデオンの放送が終了し、以降日本での放送やネット配信は一度も行われていない（2023年12月時点）。ただしMTVジャパン公式サイト内にページが作成される、ベアブリックとのコラボ商品やカプセルトイが発売されるなどの細々とした動きはあった。
吹き替え版においては『天才バカボン』やシブがき隊など他の作品を連想させるような台詞が存在するが、本作の翻訳を担当した中尾悦子によると、ギャグアニメ故に自由な演出が許され、かつ翻訳家としてのキャリア初期だった事もあり好き勝手に翻訳してしまったと語っている。

## 登場人物
レン (Ren)
吹き替え - 山岸功/英 - ジョン・クリクファルセー(シーズン1～2)、ビリー・ウェスト（シーズン2～5）
気が短くて切れやすいチワワ。スティンピーの親友。
スティンピー (Stimpy)
吹き替え - 石丸純/英  - ビリー・ウェスト
おバカでとぼけたネコ。太った赤い体で鼻は青い。レンの親友。
コナコナトーストマン (Powdered Toast Man)
吹き替え - 松本大 → 高塚正也/英  - ゲイリー・オーウェンズ
コナコナトーストのヒーロー。手を振るとコナコナトーストを出す能力を持つ。「コナコナ〜」という掛け声と共に去っていく。

## エピソード
各エピソードの邦題は不明の為、本編での読み上げがある物のみ()で併記した。
| 日本話数 | 米話数 | 原題                     | エピソード間の短篇                                                                                                  |
| -------- | ------ | ------------------------ | --- |
| 1        | 1      | Stimpy's Big Day         | Log(丸太) Commercial, Stimpy's Breakfast Tips, Goodbye Segment                                                      |
| 1        | 2      | The Big Shot!            | Log(丸太) Commercial, Stimpy's Breakfast Tips, Goodbye Segment                                                      |
| 2        | 3      | Robin Höek               | Powdered Toast(コナコナトースト) Commercial, Goodbye Segment                                                        |
| 2        | 4      | Nurse Stimpy             | Powdered Toast(コナコナトースト) Commercial, Goodbye Segment                                                        |
| 3        | 5      | Space Madness（宇宙病）  | Yak Shaving Day(ヤクの髭剃りデー)                                                                                   |
| 3        | 6      | The Boy Who Cried Rat!   | Yak Shaving Day(ヤクの髭剃りデー)                                                                                   |
| 4        | 7      | The Littlest Giant       | Log for Girls(丸太女の子用 着せ替え), Goodbye Segment                                                               |
| 4        | 12     | Black Hole               | Log for Girls(丸太女の子用 着せ替え), Goodbye Segment                                                               |
| 5        | 10     | Marooned（完全なる孤立） | My Little Brother Doll(私の弟人形), Ask Dr. Stupid(底抜け博士に質問), Goodbye Segment                               |
| 5        | 11     | Untamed World: A Cartoon | My Little Brother Doll(私の弟人形), Ask Dr. Stupid(底抜け博士に質問), Goodbye Segment                               |
| 6        | 16     | Ren's Toothache          | Sugar Frosted Milk, Ask Dr. Stupid(底抜け博士に質問), Log for Girls(丸太女の子用)                                   |
| 6        | 8      | Big House Blues          | Sugar Frosted Milk, Ask Dr. Stupid(底抜け博士に質問), Log for Girls(丸太女の子用)                                   |
| 7        | 19     | Svën Höek                | Log(丸太) Commercial, Gritty Kitty Litter(グリティー社製品の猫砂) Commercial, Goodbye Segment                       |
| 8        | 20     | Haunted House            | なし |
| 8        | 22     | Big Baby Scam            | なし |
| 9        | 24     | Son of Stimpy            | なし |
| 10       | 32     | To Salve and Salve Not!  | なし |
| 10       | 33     | A Yard Too Far           | なし |
| 11       | 37     | An Abe Divided           | なし |
| 11       | 89     | Terminal Stimpy          | なし |
| 12       | 39     | Jimminy Lummox           | なし |
| 12       | 40     | Bass Masters             | なし |
| 13       | 45     | "Eat My Cookies          | なし |
| 13       | 56     | A Hard Day's Luck        | なし |
| 14       | 47     | Lair of the Lummox       | Cheesefist(チーズげんこつ), Colonel Backwash's Chicken In A Drawer(サンダースのタンスの中のチキン)                  |
| 15       | 48     | Hermit Ren               | Untamed World(スティンピーの野生の世界へようこそ)                                                                   |
| 16       | 53     | Prehistoric Stimpy       | なし |
| 16       | 54     | Farm Hands               | なし |
| 17       | 63     | Pixie King               | なし |
| 17       | 64     | Aloha Höek               | なし |
| 18       | 67     | Cheese Rush Days         | なし |
| 18       | 68     | Wiener Barons            | なし |
| 19       | 69     | Galoot Wranglers         | なし |
| 19       | 70     | Ren Needs Help!          | なし |
| 20       | 71     | Ol' Blue Nose            | なし |
| 20       | 72     | Stupid Sidekick Union    | なし |
| 21       | 87     | Big Flakes               | Varicose Veins |
| 21       | 88     | Pen Pals                 | Varicose Veins |
| 22       | 77     | Hair of the Cat          | なし |
| 22       | 78     | City Hicks               | なし |
| 23       | 81     | Bellhops                 | なし |
| 23       | 86     | Dinner Party             | なし |
| 24       | 83     | I Was a Teenage Stimpy   | なし |
| 24       | 84     | Who's Stupid Now?        | なし |
| 25       | 91     | A Scooter for Yaksmas    | Dog Water(ドッグウォーター) Commercial, Stimpy’s Craft-Works Corner(スティンピー太っちょマンのくだらない手作り教室) |

## 日本語版制作スタッフ
- 翻訳 - 中尾悦子[5]
- 演出 - 不明
- 録音制作 - 不明